# Ambikapur
Ambikapur är en stad i delstaten Chhattisgarh i Indien, och är administrativ huvudort för distriktet Surguja. Folkmängden uppgick till 112 449 invånare vid folkräkningen 2011, med förorter 121 071 invånare.